# Traskwood (Arkansas)
Traskwood – miasto w Stanach Zjednoczonych, w stanie Arkansas, w hrabstwie Saline.